# Oetz
Oetz è un comune austriaco di 2 361 abitanti nel distretto di Imst, in Tirolo. Si trova nella Ötztal, valle laterale dell'Inn che prende il nome da questa località.
Nel 1836 dal suo territorio fu scorporata la località di Sautens, divenuta comune autonomo.